# Sid Meier's SimGolf
Sid Meier's SimGolf è un videogioco di tipo gestionale con componenti di Sim game (con paesaggio, unità e strutture 2D), ambientato nell'inventato mondo di The Sim, dove si controlla completamente un "club"-circolo di golf (simile ai parchi giochi) e in cui si deve costruire il tracciato con le buche, le varie strutture, occupandoci dei soci e degli ospiti; sviluppato da Firaxis Games con Maxis e distribuito nell'anno 2002.
Questo in un certo senso si potrebbe considerare come un seguito di SimGolf distribuito nell'anno 1996 e fatto dalla Maxis.

## Modalità di gioco
Ci sono 16 luoghi (o scenari con obiettivi economici) tra cui scegliere per il gioco in singolo, alcuni di questi disponibili in seguito durante il gioco a causa dei costi elevati, relativi a quattro tipi di ambientazioni: tropicale, desertica, campagna, radura.
Sono possibili tre azioni principali:
- disegnare il campo di gara, con uno speciale "editor" per il tracciato
- costruire le strutture del "club"-parco, con un "editor" di mappe
- far gareggiare i personaggi

Inoltre sono presenti anche delle lezioni per imparare le nozioni di base del gioco ("tutorial").
Il gioco in gruppo consiste principalmente nella possibilità di scambiare le mappe fatte su LAN e su Internet (con modem).